# Norops cuprinus
Norops cuprinus är en ödleart som beskrevs av  Smith 1964. Norops cuprinus ingår i släktet Norops och familjen Polychrotidae. IUCN kategoriserar arten globalt som livskraftig. Inga underarter finns listade i Catalogue of Life.